# Winifred Anna Dallas-York
Winifred Anna Dallas-Yorke (7 septembre 1863 – 30 juillet 1954), duchesse de Portland, est une militante britannique dans le domaine humanitaire et animal.

## Biographie

### Origines
Née au château de Murthly, Perthshire, elle est la fille de Thomas Yorke Dallas-Yorke et de Frances Perry.
Elle est Maîtresse de la garde-robe de la reine Alexandra de 1913 jusqu’à la mort de cette dernière en 1925. Elle est officier de justice de paix du Nottinghamshire.

### Affiliations

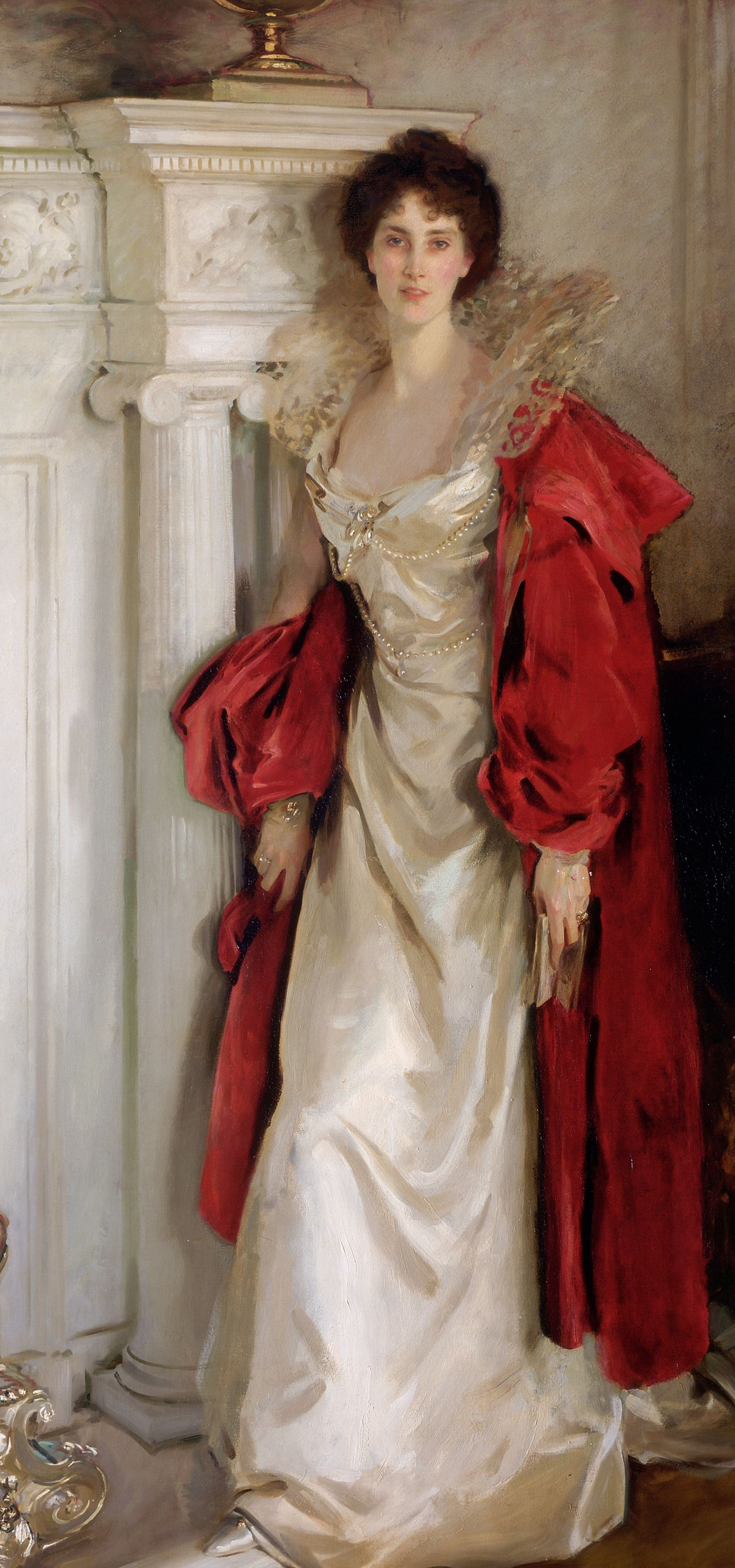
Winifred, Duchesse de Portland, huile sur toile de John Singer Sargent, 1902

En 1891 (à l'âge de 28 ans) elle devient la première (et la plus durable) présidente de la Société royale pour la protection des oiseaux et est la vice-présidente de la Société royale pour la prévention de la cruauté envers les animaux (RSPCA). Elle est aussi la présidente du comité féminin de la RSPCA.

### Réformatrice sociale
En 1889, elle persuade son mari d’utiliser une grande partie de ses gains aux courses hippiques pour la construction de logement social à Welbeck, il les baptise "The Winnings" (les Gains). Elle prend grand soin des mineurs locaux et les aide en payant leurs soins médicaux et en organisant des cours de cuisine et de couture pour leurs filles,.

## Distinctions
En l’honneur de son appui, l’Association d’aide aux mineurs du Nottinghamshire adressèrent une requête au roi et elle est faite Dame commandeur de l'Ordre de l'Empire britannique (DBE) en 1935, à l'âge de 72 ans.

## Famille et descendance
Elle épouse William Cavendish-Bentinck, 6e duc de Portland, le 11 juin, 1889.
Ils ont trois enfants :
- Victoria Alexandrina Violet Cavendish Bentinck (27 février 1890 – 8 mai 1994), qui épouse le capitaine Michael Erskine-Wemyss et a des descendants ;
- William Cavendish-Bentinck (7e duc de Portland) (1893-1977), qui épouse Ivy Cavendish-Bentinck, et a des descendants.
- Francis Morven Dallas Cavendish-Bentinck (27 juillet 1900 – 22 août 1950).